# Euphrasia ostenfeldii
Euphrasia ostenfeldii  (лат.) — вид двудольных растений рода Очанка (Euphrasia) семейства Заразиховые (Orobanchaceae). Впервые описан британским ботаником Гербертом Уильямом Пагсли под таксономическим названием Euphrasia curta var. ostenfeldii Pugsley; в ранг отдельного вида перенесён Питером Фредериком Йео в 1971 году.

## Распространение и среда обитания
Известен из Великобритании (север Уэльса), Фарерских островов и Исландии. В отдельных источниках ареал включает в себя также Шотландию (Кул-Мор, Уэстер-Росс) и Англию (Хелвелин).
Встречается на участках с редкой растительностью на выступах сухих известняковых скал, прибрежных скалах, гравийных осыпях и т. д..
Популяцию с южной границы ареала, предположительно, следует относить к отдельному подвиду.

## Ботаническое описание
Однолетнее растение, ветвящееся, с прямостоячим стеблем высотой 12—15 см.
Венчик цветка размером 3,5—6 мм; верхняя губа белая, нижняя — белая или сиреневая.